# نوبويوكي شينا
نوبويوكي شينا (باليابانية: 椎名 伸志) (15 أكتوبر 1991 في سابورو في اليابان - )؛ هو لاعب كرة قدم ياباني سابق كان يلعب كلاعب وسط.

## وصلات خارجية
- نوبويوكي شينا على موقع رابطة كرة القدم اليابانية للمحترفين (اليابانية)
- نوبويوكي شينا على موقع قاعدة بيانات كرة القدم.إي يو (الإنجليزية)
- نوبويوكي شينا على موقع Soccerway.com (الإنجليزية)
- نوبويوكي شينا على موقع عالم كرة القدم.نت (الإنجليزية)